# باتمن
باتمن (به هلندی: Bathmen) یک منطقهٔ مسکونی در هلند است که در دیفنتر واقع شده‌است. باتمن ۵٬۳۲۸ نفر جمعیت دارد.